# Triphenylzinnhydrid
Triphenylzinnhydrid ist eine chemische Verbindung aus der Gruppe der zinnorganischen Verbindungen.

## Gewinnung und Darstellung
Triphenylzinnhydrid kann durch Hydrierung von Triphenylzinnchlorid mit einem Reduktionsmittel, wie Lithiumaluminiumhydrid oder Natriumborhydrid hergestellt werden:
{\displaystyle \mathrm {4\ ClSn(C_{6}H_{5})_{3}+\ LiAlH_{4}\ {\xrightarrow {}}\ 4\ HSn(C_{6}H_{5})_{3}\ +\ LiCl\ +\ AlCl_{3}} }

## Eigenschaften
Triphenylzinnhydrid kann an einem dunkel, kühlen Ort unter einer Stickstoffatmosphäre einige Wochen gelagert werden. Bei Luftkontakt oder wenn es dem Licht ausgesetzt wird, zersetzt es sich unter Bildung von Tetraphenylzinn oder Hexaphenyldistannan.

### Physikalische Eigenschaften
Im 1H-NMR-Spektrum findet man für das direkt an das Zinnatom gebundene Wasserstoffatom eine chemische Verschiebung von 409,6 Hz (bei 60 MHz Arbeitsfrequenz). Im 13C-NMR zeigt Triphenylzinnhydrid folgende Signale:
|              | Sn–C1– | –C2   | –C3   | –C4   |
| ------------ | ------ | ----- | ----- | ----- |
| ppm          | 137,3  | 137,7 | 129,0 | 129,3 |
| J(13C–119Sn) | 534    | 41,4  | 53,0  | 11,4  |

Im 119Sn–NMR liefert es ein Signal bei −163 ppm. Der Zinn-Kohlenstoffabstand in Kristall liegt bei 2,15 Å.

### Chemische Eigenschaften
Triphenylzinnhydrid kann für eine Vielzahl von Hydrostannierungsreaktionen (Addition des Zinnhydrids) an Doppelbindungen eingesetzt werden. So reagiert es mit Alkenen unter Addition an die Doppelbindung:
{\displaystyle {\ce {HSn(Ph)3 + H2C=CH-CH(OH)-C2H5 -> Ph3Sn-(CH2)2-CH(OH)-C2H5}}}
(Ph = Phenyl)

## Verwendung
Im Labor kann Triphenylzinnhydrid zur Enthalogenierung von halogenierten Alkenen verwendet werden.

## Biologische Bedeutung
Wie andere Triphenylzinn-Verbindungen ist auch Triphenylzinnhydrid ein hochwirksames Biozid und wurde daher in der Vergangenheit in Antifouling-Farben und als Fungizid in der Landwirtschaft eingesetzt.

## Sicherheitshinweise
Wie viele zinnorganische Verbindungen ist auch Triphenylzinnhydrid als giftig eingestuft. Es hat einen Flammpunkt von 113 °C.

## Nachweis
Organozinnhydride lassen sich im Infrarotspektrum einfach an einer ausgeprägten Sn-H-Bande im Bereich von 1800 bis 1880 cm−1 identifizieren.